# Sérvia no Festival Eurovisão da Canção Júnior
A Sérvia foi um dos países que estreou no IV Festival Eurovisão da Canção Júnior em 2006.
Participou até o 2010, ano que conseguiu um terceiro posto ao igual que no 2007, seu melhor resultado até o momento. O pior resultado que tem obtido este país é uma décima segunda posição no ano 2008.
Desde o 2011 até o 2014, Sérvia não participou neste festival, após ter anunciado que a emissora pública (RTS) tem problemas de financiamento. 
Uma das cantoras que tem representado a Sérvia no Festival Eurovisão da Canção Júnior, Nevena Božović, foi representante na edição senior de Festival Eurovisão da Canção 2013  como integrante do grupo Molhe 3 e também participou como solista em 2019, sendo a primeira cantora em cantar em solitário no festival Junior e o de adultos. 
Anteriormente participou como Sérvia e Montenegro no festival do 2005. Depois da dissolução do país em 2006, Sérvia começou a participar no mesmo ano enquanto Montenegro estreou no festival do 2014.
Há que ter em conta que Sérvia estreou no festival junior como nação independente um ano dantes que no festival de adultos.

## Participação[1]
Legenda
     Vencedor
     2.º lugar
     3.º lugar
     Pontuação Nula ("Null Points")/Último Lugar
     Melhor classificação (fora do top 3)
     Qualificação para a final (fora do top 3)
     País-anfitrião
     Desclassificado
| #                               | Ano        | Sede      | Artista                             | Canção                           | Tradução                             | Língua         | Lugar | Pts |
| ------------------------------- | ---------- | --------- | ----------------------------------- | -------------------------------- | ------------------------------------ | -------------- | ----- | --- |
| 1º                              | 2006 (4º)  | Bucareste | Neustrašivi Učitelji Stranih Jezika | "Učimo strane jezike"            | Aprendizagem de línguas estrangeiras | Sérvio         | 5º    | 81  |
| 2º                              | 2007 (5º)  | Roterdão  | Nevena Božović                      | "Piši meu"                       | Escreva para mim                     | Sérvio         | 3º    | 120 |
| 3º                              | 2008 (6º)  | Limassol  | Maja Mazić                          | "Ansiedade kad ou nebo pogledam" | Sempre que eu olho para o céu        | Sérvio         | 12º   | 37  |
| 4º                              | 2009 (7º)  | Kiev      | Ništa Lično                         | "Onaj pravi"                     | O Real                               | Sérvio         | 10º   | 34  |
| 5º                              | 2010 (8º)  | Minsk     | Sonja Škorić                        | "Čarobna noć"                    | Noite Mágica                         | Sérvio         | 3º    | 113 |
| Não participou de 2010 até 2014 |            |           |                                     |                                  |                                      |                |       |     |
| 6º                              | 2014 (12º) | Malta     | Emilija Djonin                      | "Svet u mojim očima"             | O mundo em meus olhos                | Sérvio         | 10º   | 61  |
| 7º                              | 2015 (13º) | Bulgária  | Lena Stamenković                    | "Lenina pesma"                   | Canção de lenin                      | Sérvio         | 7º    | 79  |
| 8º                              | 2016 (14º) | Valletta  | Ato Jeličić                         | "U la la la"                     | "U la la la"                         | Sérvio         | 17º   | 14  |
| 9º                              | 2017 (15º) | Tbilisi   | Irina Brodić & Jana Paunović        | "Ceo luz je naš"                 | O mundo inteiro é nosso              | Sérvio         | 10º   | 92  |
| 10º                             | 2018 (16º) | Minsk     | Bojana Radovanovic                  | "Svet"                           | O mundo                              | Sérvio         | 19º   | 30  |
| 11º                             | 2019 (17º) | Gliwice   | Darija Vračević                     | Podigni Glas                     | Levante sua Voz                      | Sérvio, Inglês | 10º   | 109 |
| 12º                             | 2020 (18º) | Varsóvia  | Petar Aničić                        | "Heartbeat"                      | Bater de Coração                     | Sérvio, Inglês | 11    | 85  |
| 13º                             | 2021 (19º) | Paris     | Jovana and Dunja                    | "Oči Deteta"                     | Olhos de Criança                     | Sérvio         | 13°   | 86  |

## Votações
Sérvia tem dado mais pontos a...
| N.º | País               | Pts |
| --- | ------------------ | --- |
| 1   | Rússia             | 59  |
| 2   | Macedónia do Norte | 39  |
| 3   | Arménia            | 34  |
| 4   | Malta              | 30  |
| 5   | Bielorrússia       | 29  |
| 6   | Geórgia            | 25  |
| 7   | Países Baixos      | 23  |
| 8   | Bélgica            | 22  |
| 9   | Suécia             | 21  |
| 10  | Lituânia           | 19  |
| 10  | Bulgária           | 19  |

Sérvia tem recebido mais pontos de...
| N.º | País               | Pts |
| --- | ------------------ | --- |
| 1   | Macedónia do Norte | 62  |
| 2   | Rússia             | 31  |
| 3   | Suécia             | 29  |
| 4   | Ucrânia            | 28  |
| 5   | Países Baixos      | 27  |
| 6   | Bielorrússia       | 26  |
| 7   | Malta              | 21  |
| 8   | Bélgica            | 119 |
| 8   | Montenegro         | 19  |
| 9   | Geórgia            | 16  |
| 10  | Arménia            | 15  |
| 10  | Bulgária           | 15  |

## 12 pontos
Sérvia tem dado 12 pontos a...
| Ano  | País               |
| ---- | ------------------ |
| 2006 | Rússia             |
| 2007 | Macedónia do Norte |
| 2008 | Lituânia           |
| 2009 | Bélgica            |
| 2010 | Macedónia do Norte |
| 2014 | Bulgária           |
| 2015 | Malta              |
| 2016 | Arménia            |
| 2017 | Ucrânia            |
| 2018 | Macedónia do Norte |